# Base aérea de Olenya
Olenya (u Olenegorsk) (ruso: Авиабаза Оленья) es una importante base marina de reconocimiento rusa, ubicada al sur de la península de Kola, a 92 km de Murmansk. La base y el pueblo del personal (conocido como Vysokiy; ruso: Высокий) a través del lago Permusozero de la ciudad de Olenegorsk, y son servidos por la estación de tren Olenegorsk (anteriormente, la estación de Olenya).

## Pista
El aeropuerto de Olenya dispone de una pista de hormigón en dirección 18/36 de 3500x80 m. (11.482x262 pies).

## Historia
Construida en la década de 1950, su origen se remonta a la creación del sitio de pruebas nucleares de Nueva Zembla, en 1955. El sitio de pruebas de Nueva Zembla fue creado por la necesidad de realizar pruebas nucleares en ambientes diversos, incluyendo detonaciones submarinas, y la realización pruebas con bombas nucleares cada vez mayores. Para la realización de pruebas con lanzamientos aéreos se construyó el aeródromo Olenya. El primer vuelo para una prueba nuclear se realizó el 24 de septiembre de 1957, donde un avión Tupolev Tu-16 (designación OTAN: Badger) transportó una bomba termonuclear y la arrojó en la bahía de Mityushija, Nueva Zembla. El 30 de octubre de 1961 un avión Tu-95V (designación OTAN: Bear) partió desde Olenya hacia Nueva Zembla con una bomba de 50 megatones, la Tsar Bomba, la que fue la mayor detonación nuclear en la historia.
Desde la época de la Guerra Fría ha servido como campo de acción a seguir para la Fuerza Aérea rusa y habría sido un centro de ensayo para un ataque nuclear contra los Estados Unidos. Durante la década de 1960 Olenya fue utilizado como una parada de reabastecimiento de combustible en la ruta del Tupolev Tu-114 de Moscú a La Habana. A partir de 2006, imágenes de Google Earth muestran cerca de 40 bombarderos Tupolev Tu-22M en el aeródromo.

## Operaciones militares
Olenya sirve como sede para cinco MRAD (División Aérea Naval de Reconocimiento) y es sede de dos regimientos de reconocimiento. Su pista de asfalto de 3500x80 metros es la más larga en la península de Kola, lo que la hace un centro clave para los vuelos intercontinentales a través de la cuenca del Atlántico Norte. 
Unidades estacionadas en el aeropuerto desde la década de 1990 incluyen:
- 924 MRAP (924th Naval Reconnaissance Air Regiment), equipado con aviones Tupolev Tu-22M (designación OTAN: Backfire)[2]
- 967 ODRAP (967th Long Range Air Reconnaissance Regiment), equipado con aviones Tupolev Tu-22M
- 88 OMAPIB (88vo Separate Fighter Bomber Regiment), equipado con aviones MiG-27 (designación OTAN: Flogger)[4]

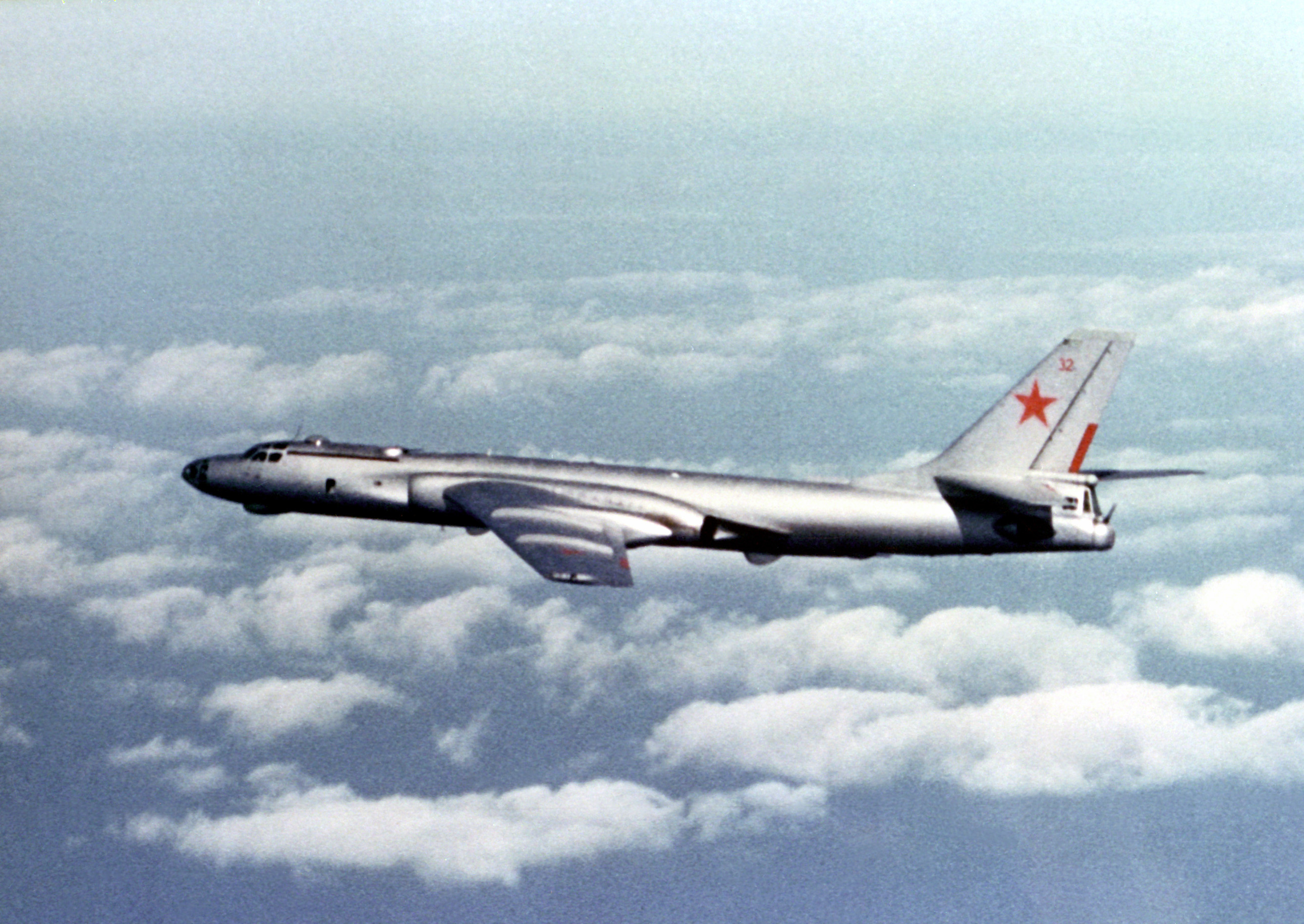
Tu-16 Badger
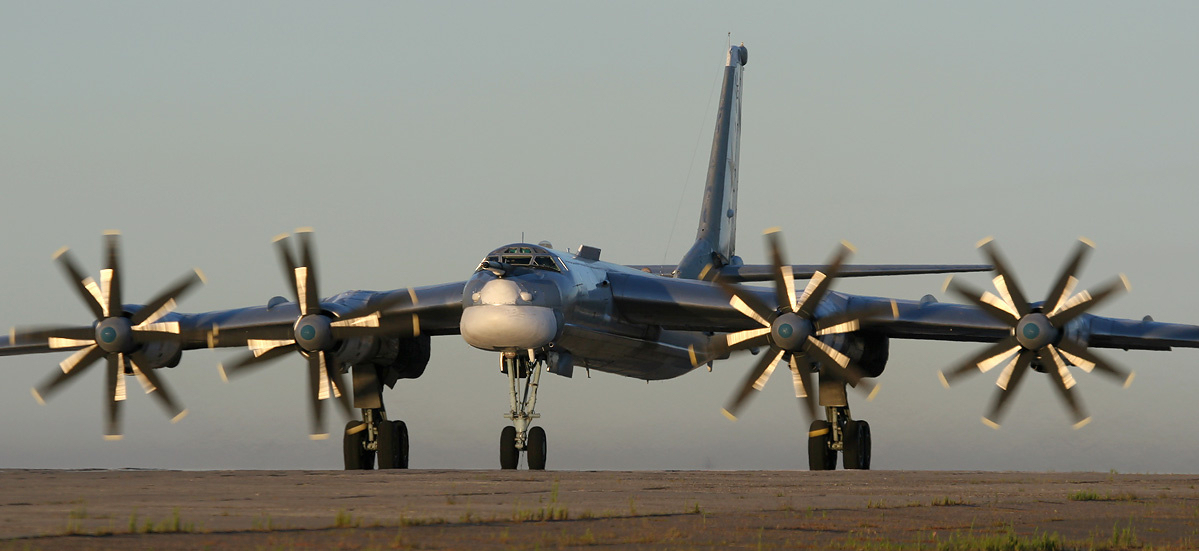
OGA (Arctic Control Group), Instalaciones de reseserva con Tupolev Tu-95.
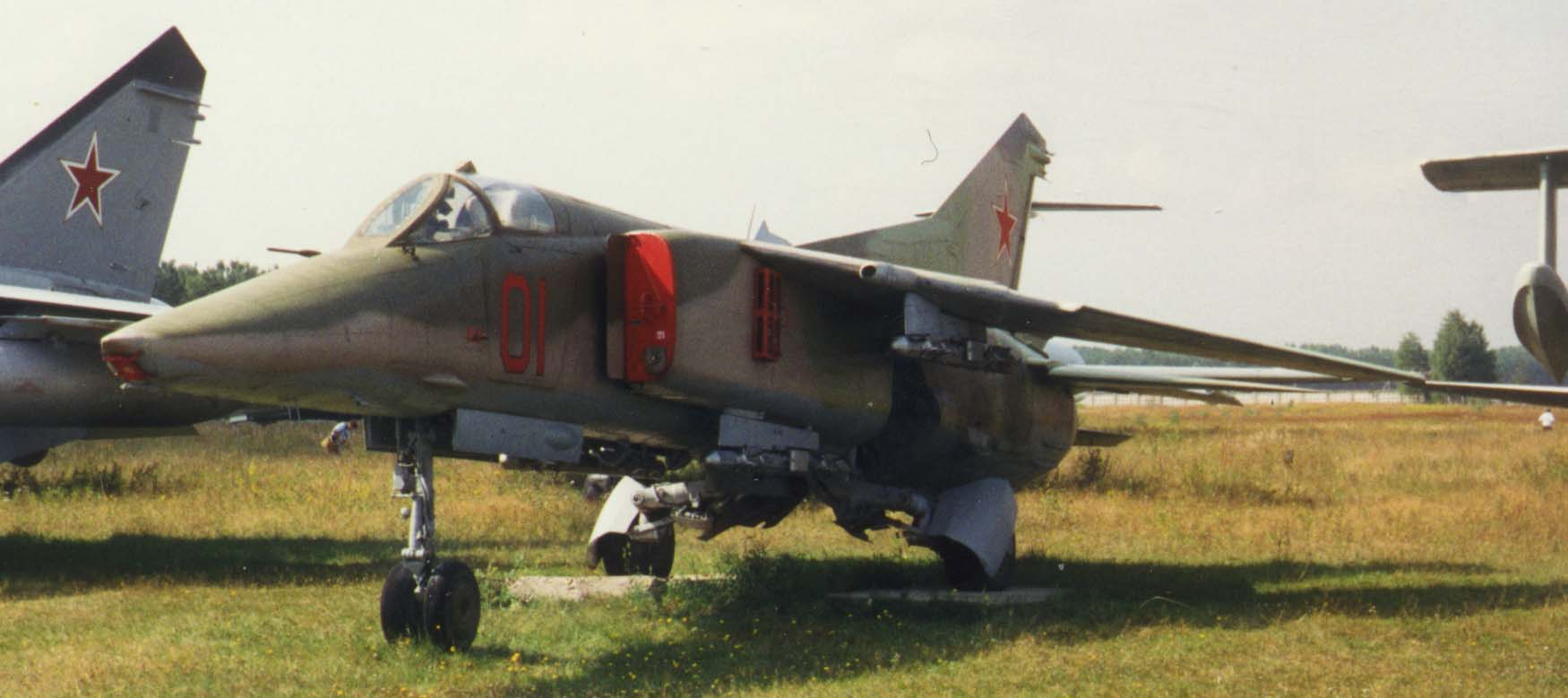
MiG-27 Flogger
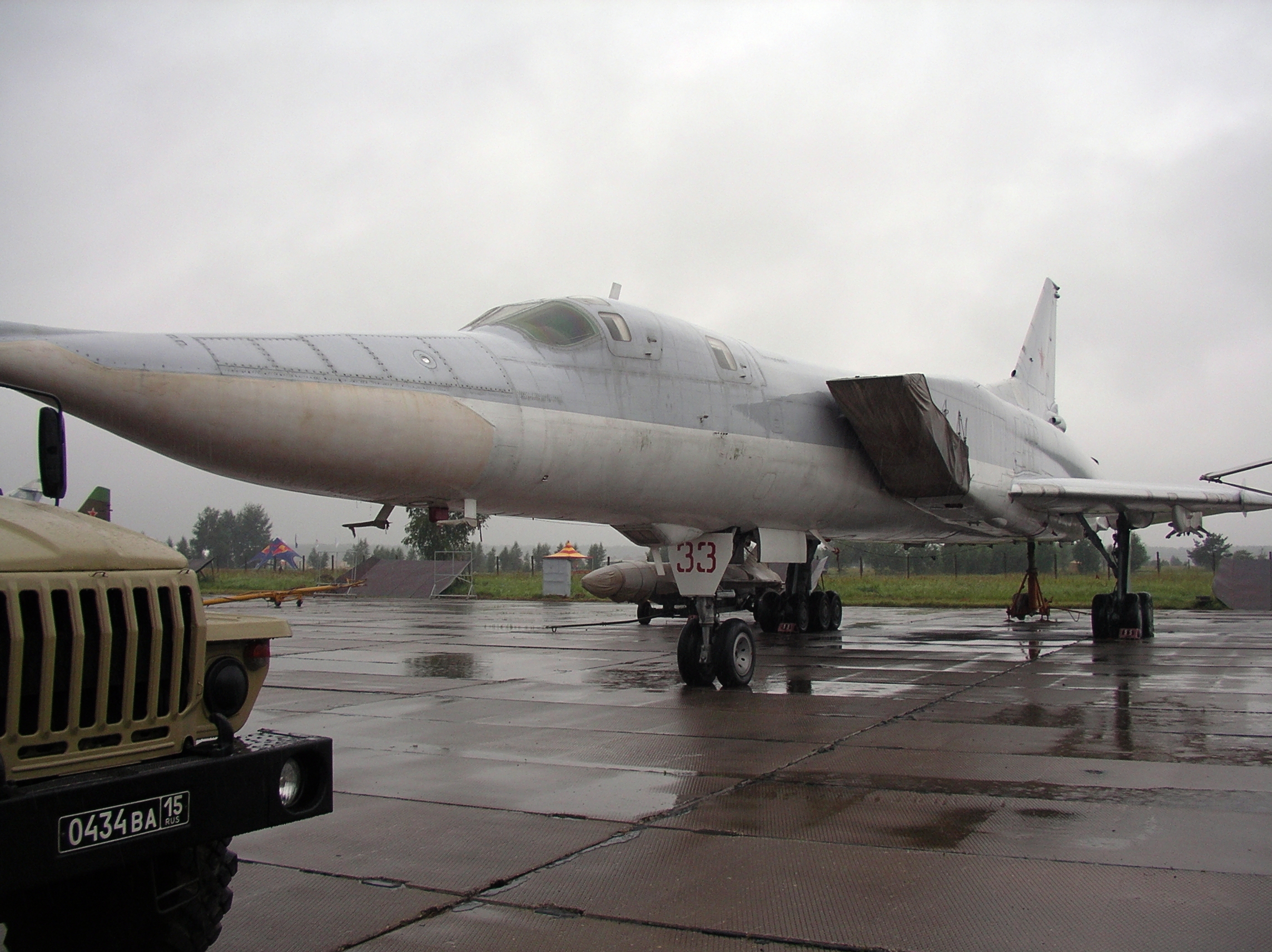
Tu-22M Backfire
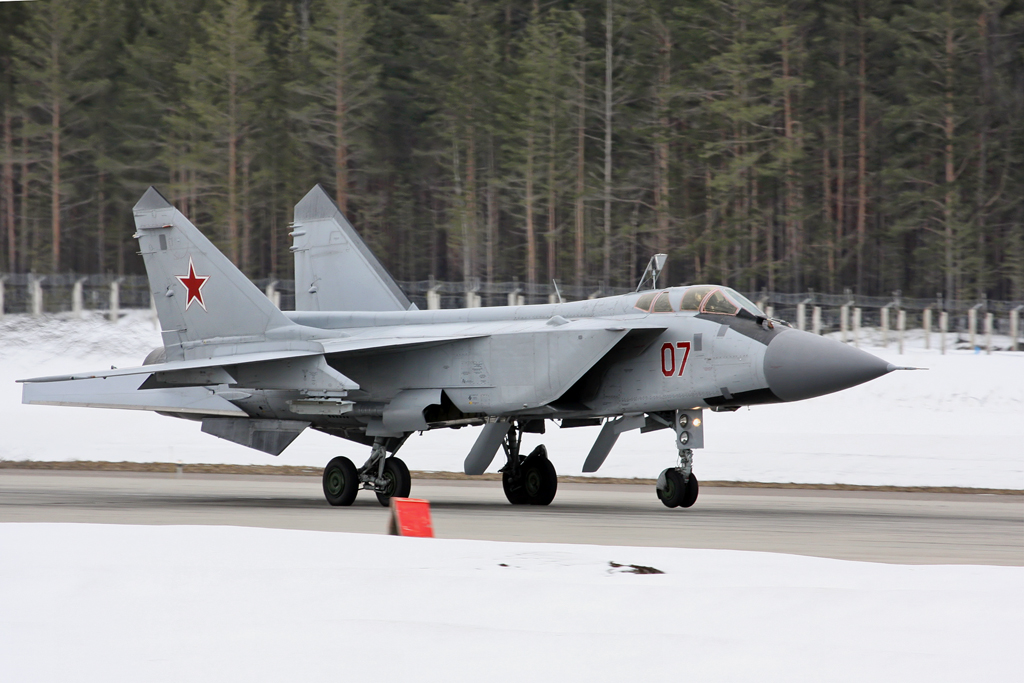
458 IAP, MiG-31BM (designación OTAN: Foxhound)[4] capacidad de interceptación aérea y escolta táctico de aviones bombarderos. La versión BM tiene capacidad de ataque a tierra.